# Johann Jakob Moser
Johann Jakob Moser (Stoccarda, 1701 – 1785) è stato un giurista tedesco.

## Biografia
Considerato il fondatore del diritto costituzionale tedesco, fu consulente imperiale dal 1724 e insegnante a Tubinga (1729-1734) e Francoforte (1736-1739). Si trasferì dunque a Ebersdorf, ove scrisse la sua migliore opera, Teutsches Stastsrecht , edita nel 1753.
Nel 1751 passò al servizio del Württemberg, ma fu imprigionato per complotto fino al 1754. Ritiratosi dalla vita politica, scrisse nel 1768 un'amara autobiografia.